# Lupettiana linguanea
Lupettiana linguanea is een spinnensoort in de taxonomische indeling van de buisspinnen (Anyphaenidae).
Het dier behoort tot het geslacht Lupettiana. De wetenschappelijke naam van de soort werd voor het eerst geldig gepubliceerd in 1997 * door Antonio D. Brescovit.